# Fernando Primo de Rivera y Sáenz de Heredia
Fernando Primo de Rivera y Sáenz de Heredia (Madrid, 1908-23 d'agost de 1936) fou un militar espanyol, fill del dictador Miguel Primo de Rivera y Orbaneja i germà del fundador de Falange Española, José Antonio Primo de Rivera.

## Biografia
Militar de Cavalleria, aviador i metge de professió, deixeble de Gregorio Marañón. El 1933 es va casar amb María del Rosario de Urquijo y de Federico, filla dels marquesos d'Urquijo. Fou pare de Miguel Primo de Rivera y Urquijo. Quan el seu germà fou empresonat el visità sovint i actuà d'enllaç entre José Antonio i altres dirigents de Falange.
En declarar-se la Guerra Civil Espanyola va ser detingut per milicians republicans i portat pres a la Presó Model de Madrid, on va ser executat el 23 d'agost de 1936 junt amb Melquíades Álvarez, Manuel Rico Avello, José Martínez de Velasco i Julio Ruiz de Alda.